# Filmfare Award de la meilleure histoire
Le Filmfare Award de la meilleure histoire est un prix attribué par le magazine Filmfare dans le cadre des Filmfare Awards annuels pour les films en hindi, pour honorer un écrivain pour une histoire ayant servi de base pour le scénario d'un film.

## Lauréats

### Années 1950
- 1955 : Mukhram Sharma (en) pour Aulad (en)
- 1956 : Rajinder Singh Bedi pour Garam Coat
  - Manoranjan Ghose pour Jagriti
  - Mukhram Sharma pour Vachan
- 1957 : Amiya Chakrabarty pour Seema
- 1958 : Akhtar Mirza pour Naya Daur
- 1959 : Mukhram Sharma (en) pour Sadhna
  - Mukhram Sharma pour Talaaq
  - Ritwik Ghatak pour Madhumati

### Années 1960
- 1960 : Subodh Ghosh pour Sujata
  - Dhruva Chatterjee pour Chirag Kahan Roshni Kahan
  - Mukhram Sharma pour Dhool Ka Phool
- 1961 : Ruby Sen pour Masoom
  - Saghir Usmani pour Chaudhvin Ka Chand
  - Salil Chowdhury pour Parakh de Bimal Roy
- 1962 : C. V. Sridhar pour Nazrana
  - C. J. Pavri pour Kanoon
  - Mohan Kumar pour Aas Ka Panchhi
- 1963 : K.P. Kottarakara pour Rakhi
  - Bimal Mitra pour Sahib Bibi Aur Ghulam
  - Jawar N. Sitaraman pour Main Chup Rahungi
- 1964 : Jarasandha pour Bandini
  - B.R. Films (Story Dept.) pour Gumrah
  - C. V. Sridhar pour Dil Ek Mandir
- 1965 : Ban Bhatt pour Dosti
  - Inder Raj Anand pour Sangam
  - Khwaja Ahmad Abbas pour Shehar Aur Sapna (en)
- 1966 : Akhtar Mirza pour Waqt
  - Gulshan Nanda pour Kaajal
  - Ramanand Sagar pour Arzoo
- 1967 : R. K. Narayan pour Guide
  - Hrishikesh Mukherjee pour Anupama
  - Nihar Ranjan Gupta pour Mamta
- 1968 : Manoj Kumar pour Upkaar
  - Ashapoorna Devi pour Mehrban
  - Protiva Bose pour Aasra
- 1969 : Sachin Bhowmick pour Brahmachari
  - Gulshan Nanda pour Neel Kamal
  - Ramanand Sagar pour Aankhen

### Années 1970
- 1970 : Vasant Kanetkar pour Aansoo Ban Gaye Phool
  - Hrishikesh Mukherjee pour Aashirwad
  - Sachin Bhowmick pour Aradhana
- 1971 : Chandrakant Kakodkar pour Do Raaste
  - Gulshan Nanda pour Khilona
  - Sachin Bhowmick pour Pehchan
- 1972 : Hrishikesh Mukherjee pour Anand
  - Gulshan Nanda pour Kati Patang
  - Gulshan Nanda pour Naya Zamana
- 1973 : Basu Bhattacharya pour Anubhav
  - Manoj Kumar pour Shor
- 1974 : Salim-Javed pour Zanjeer
  - Gulzar pour Koshish
  - Khwaja Ahmad Abbas pour Achanak
  - Mulraj Razdan pour Aaj Ki Taaza Khabar
  - Shakti Samanta pour Anuraag
- 1975 : Ishraq-Suja pour Garm Hava
  - Ashutosh Mukhopadhyay pour Kora Kagaz
  - Manoj Kumar pour Roti Kapada Aur Makaan
  - N. T. Rama Rao pour Bidaai
  - Shyam Benegal pour Ankur de Shyam Benegal
- 1976 : Salim-Javed pour Deewaar
  - Kamleshwar pour Aandhi
  - Salim-Javed pour Sholay
  - Shaktipada Rajguru pour Amanush
  - Vijay Tendulkar pour Nishant de Shyam Benegal
- 1977 : Balai Chand Mukhopadhyay pour Arjun Pandit
  - Ashapoorna Devi pour Tapasya
  - Gulshan Nanda pour Mehbooba
  - Kamleshwar pour Mausam
  - Pamela Chopra pour Kabhi Kabhie de Yash Chopra
- 1978 : Sharat Chandra Chatterji pour Swami
  - Asrani pour Chala Murari Hero Banne
  - Bhusan Bangali pour Kinara
  - Shanker Shesh pour Gharaonda
  - Raju Saigal pour Doosra Aadmi
- 1979 : Dinesh Thakur pour Ghar
  - Chandrakant Kakodkar pour Main Tulsi Tere Aangan Ki
  - Laxmikant Sharma pour Muqaddar Ka Sikandar
  - Salim-Javed pour Trishul (en)
  - Samaresh Basu pour Kitaab

### Années 1980
- 1980 : Shanker Shesh pour Dooriyaan
  - Salim-Javed pour Kaala Patthar
  - Sailesh Dey pour Gol Maal
  - Shyam Benegal pour Junoon
  - Kasinadhuni Viswanath pour Sargam
- 1981 : Vijay Tendulkar pour Aakrosh
  - D. N. Mukherjee pour Khubsoorat
  - Esmayeel Shroff pour Thodisi Bewafaii
  - Ram Kalkar pour Aasha
  - Shabd Kumar pour Insaaf Ka Tarazu
- 1982 : Chetan Anand pour Kudrat (en)
  - Jaywant Dalvi pour Chakra
  - K. Balachander pour Ek Duuje Ke Liye
  - Leela Phansalkar pour Baseraa
  - Shyam Benegal et Girish Karnad pour Kalyug
- 1983 : Samaresh Basu pour Namkeen
  - Achla Nagar pour Nikaah
  - Kamna Chandra pour Prem Rog
  - Sagar Sarhadi pour Bazaar
  - Salim-Javed pour Shakti
- 1984 : S. D. Palwalker pour Ardh Satya
  - Balu Mahendra pour Sadma
  - Javed Akhtar pour Betaab
  - Mahesh Bhatt pour Arth
  - Mohan Kumar pour Avtaar
- 1985 : Mahesh Bhatt pour Saaransh
  - Gyav Dev Agnihotri pour Ghar Ek Mandir
  - Javed Akhtar pour Mashaal
  - Shabd Kumar pour Aaj Ki Awaaz
  - Sudhir Mishra pour Mohan Joshi Hazir Ho!
- 1986 : Aleem Masroor pour Tawaif
  - C. T. Khanolkar pour Ankahee
  - Javed Akhtar pour Arjun
  - K. K. Singh pour Ram Teri Ganga Maili
  - Mahesh Bhatt pour Janam
  - Rajan Roy pour Saaheb
- 1987 : pas de prix attribué
- 1988 : pas de prix attribué
- 1989 : Subodh Ghosh pour Ijaazat

### Années 1990
- 1990 : K. Vishwanath pour Eeshwar
  - Aditya Bhattacharya pour Raakh
  - J. P. Dutta pour Batwara
  - Joy Augustine pour Goonj
- 1991 : Rajkumar Santoshi pour Ghayal
- 1992 : Honey Irani pour Lamhe
  - Ramapada Chowdhury pour Ek Doctor Ki Maut
  - Sai Paranjpye pour Disha
  - Sujit Sen, Nana Patekar pour Prahaar: The Final Attack
- 1993 : pas de prix attribué
- 1994 : Sutanu Gupta pour Damini pour Lightning
- 1995 : Ishraq-Suja pour Krantiveer
- 1996 : Ram Gopal Varma pour Rangeela de Ram Gopal Varma
- 1997 : Gulzar pour Maachis
- 1998 : Kamal Haasan pour Virasat
- 1999 : Mahesh Bhatt pour Zakhm

### Années 2000
- 2000 : Vinay Shukla pour Godmother
- 2001 : Honey Irani pour Kya Kehna
- 2002 : Ashutosh Gowariker pour Lagaan
- 2003 : Jaideep Sahni pour Company de Ram Gopal Varma
- 2004 : Nagesh Kukunoor pour 3 Deewarein
- 2005 : Aditya Chopra pour Veer-Zaara
- 2006 : Sudhir Mishra, Ruchi Narain, Shiv Kumar Subramaniam pour Hazaaron Khwaishein Aisi
- 2007 : Rajkumar Hirani, Vidhu Vinod Chopra pour Lage Raho Munna Bhai
  - Jaideep Sahni pour Khosla Ka Ghosla
  - Kamlesh Pandey pour Rang De Basanti
  - Kersi Khambatta pour Being Cyrus
  - Mahesh Bhatt pour Gangster: A Love Story d'Anurag Basu
- 2008 : Amol Gupte pour Taare Zameen Par
  - Jaideep Sahni pour Chak De! India
  - Mani Ratnam pour Guru de Mani Ratnam
  - Rahul Dholakia, David N. Donihue pour Parzania
  - Vibha Singh pour Dharm
- 2009 : Abhishek Kapoor pour Rock On!!
  - Aseem Arora pour Heroes
  - Dibakar Banerjee, Urmi Juvekar pour Oye Lucky! Lucky Oye!
  - Neeraj Pandey pour A Wednesday!
  - Santosh Sivan pour Tahaan

### Années 2010
- 2010 : Abhijat Joshi (en) et Rajkumar Hirani pour 3 Idiots
  - Anurag Kashyap, Aparna Malhotra, Raj Singh Chaudhary et Sanjay Maurya pour Gulaal
  - Imtiaz Ali pour Love Aaj Kal
  - Jaideep Sahni pour Rocket Singh: Salesman of the Year
  - Zoya Akhtar pour Luck by Chance
- 2011 : Anurag Kashyap et Vikramaditya Motwane pour Udaan
- 2012 : Sanjay Chauhan pour I Am Kalam
  - Akshat Verma pour Delhi Belly
  - Amol Gupte pour Stanley Ka Dabba
  - Rajat Arora pour The Dirty Picture
  - Reema Kagti, Zoya Akhtar pour Zindagi Na Milegi Dobara
- 2013 : Juhi Chaturvedi pour Vicky Donor
- 2014 : Subhash Kapoor pour Jolly LLB
- 2015 : Rajat Kapoor pour Ankhon Dekhi
  - Nitin Kakkar pour Filmistaan
  - Rajkumar Hirani et Abhijat Joshi (en) pour PK de Rajkumar Hirani
  - Anurag Kashyap pour Ugly d'Anurag Kashyap
  - Imtiaz Ali pour Highway
- 2016 : K. V. Vijayendra Prasad pour Bajrangi Bhaijaan
  - Sharadindu Bandyopadhyay pour Detective Byomkesh Bakshy!
  - Olivia Stewart pour Titli, une chronique indienne de Kanu Behl
  - R. Balki pour Shamitabh
  - Juhi Chaturvedi pour Piku
- 2017 : Shakun Batra, Ayesha Devitre Dhillon pour Kapoor & Sons.
- 2018 : Amit V Masurkar pour Newton
  - Amit Joshi pour Trapped
  - Rahul Dahiya pour G Kutta Se
  - Shanker Raman et Sourabh Ratnu pour Gurgaon
  - Shubhashish Bhutiani pour Hotel Salvation (Mukti Bhawan)
  - Suresh Triveni pour Tumhari Sulu
- 2019 : Anubhav Sinha pour Mulk
  - Anudeep Singh pour The Brawler (Mukkabaaz)
  - Raj aet DK pour Stree
  - Sharat Katariya pour Sui Dhaaga
  - Akshat Ghildial, Shantanu Srivastava et Jyoti Kapoor pour Badhaai Ho (retiré)[1]

### Années 2020
- 2020 : Anubhav Sinha, Gaurav Solanki pour Article 15
  - Vasan Bala pour Mard Ko Dard Nahi Hota 
  - Jagan Shakti pour Mission Mangal
  - Nitesh Tiwari, Piyush Gupta et Nikhil Mehrotra pour Chhichhore
  - Zoya Akhtar et Reema Kagti pour Gully Boy
  - Abhishek Chaubey et Sudip Sharma  pour Sonchiriya